# Nor Cinti
Nor Cinti é uma província da Bolívia localizada no departamento de Chuquisaca, sua capital é a cidade de Camargo.